# Munida shaula
Munida shaula is een tienpotigensoort uit de familie van de Munididae. De wetenschappelijke naam van de soort is voor het eerst geldig gepubliceerd in 2002 door Macpherson & De Saint Laurent; het verwijst naar Shaula (λ Scorpii), een van de sterren in het sterrenbeeld Schorpioen (Scorpius).